# La Palestina
La Palestina é um município da província de Córdova, na Argentina.